# Trogon damoiseau
Priotelus roseigaster
Espèce
Statut de conservation UICN

 LC  : Préoccupation mineure
Le trogon damoiseau (Priotelus roseigaster) est une espèce d'oiseau appartenant à la famille des Trogonidae présente en Haïti et en République dominicaine.

## Synonyme
- Temnotrogon roseigaster

Cet oiseau est aussi appelé caleçon rouge, kanson wouj en créole.

## Emblème
Cet oiseau est l’emblème national de la République d’Haïti.